# Adolfus africanus
Adolfus africanus är en ödleart som beskrevs av  George Albert Boulenger 1906. Adolfus africanus ingår i släktet Adolfus och familjen lacertider. Inga underarter finns listade i Catalogue of Life.
Arten förekommer i Afrika från Kamerun till Sudan och söderut till Zambia. Dess utbredning går i bergstrakter upp till 2200 meter över havet. Honor lägger ägg.